# Henri van der Wyck
Jhr. dr. Henri Wolter Matheus van der Wyck (Bilthoven, 4 juni 1927 - Doorn, 14 oktober 2001) was een Nederlands kunsthistoricus die bekend is geworden vanwege zijn pioniersarbeid inzake de geschiedenis van Nederlandse buitenplaatsen.

## Familie
Van der Wyck was lid van de adellijke familie Van der Wyck en was een zoon en enig kind van jhr. Frederik Theodorus van der Wyck (1884-1961) en Jacoba Ursula de Kempenaer (1888-1988), telg uit het geslacht De Kempenaer. Hij bleef ongehuwd.

## Leven en werk
In 1974 promoveerde Van der Wyck op de dissertatie De Nederlandse buitenplaats. Aspecten van ontwikkeling, bescherming en herstel. Deze dissertatie was een bundeling van eerder verschenen tijdschriftpublicaties. Al in 1963 publiceerde Van der Wyck over een buitenplaats, namelijk over De Voorst. Zijn leven lang zou Van der Wyck over buitenplaatsen publiceren.
Van der Wyck was de eerste in Nederland die in zijn definitie van buitenplaats het geheel van huis, tuin en /of landgoed begreep, in plaats van elk onderdeel als een losstaand element te behandelen. Na zijn proefschrift werd het gemeengoed om landgoederen inclusief hun huizen of kastelen als een geheel te beschouwen, en zo nodig als geheel te beschermen.
Tot 1975 werkte Van der Wyck bij de Rijksdienst voor de Monumentenzorg. Daarna gaf hij vele publicaties uit, geregeld in samenwerking met de Stichting "Nederlandse Buitenplaatsen en Historische Landschappen". In 1983 begon hij met het publiceren van een reeks regionale atlassen van buitenplaatsen, waarbij een tekstdeel vergezeld ging van een deel met illustraties, facsimiles van atlaskaarten en van tientallen afbeeldingen van kastelen en buitenplaatsen zoals die in de loop der eeuwen gepubliceerd of gemaakt waren. Van de geplande zeven delen zijn alleen de delen Overijssel en het illustratiedeel van De Veluwe verschenen.

### Nalatenschap
Na het overlijden van Van der Wyck werd de Stichting Van der Wyck-de Kempenaer opgericht. Vanwege deze stichting werd in 2012 de Bijzondere leerstoel Historische Buitenplaatsen en Landgoederen ingesteld aan de Rijksuniversiteit Groningen; de eerste bijzonder hoogleraar was prof. dr. Y.B. Kuiper die zijn ambt op 20 november 2012 aanvaardde.